# Municipio de San Juan Teita
El municipio de San Juan Teita es un municipio situado en el estado mexicano de Oaxaca. Según el censo de 2020, tiene una población de 544 habitantes. Pertenece al distrito de Tlaxiaco, dentro de la región mixteca. Su cabecera es la localidad de San Juan Teita.

## Geografía
El municipio abarca 97.59 km² y se encuentra a una altitud promedio de 1320 m s. n. m., oscilando entre 2600 y 1200 m s. n. m.
Colinda al norte con los municipios de San Mateo Peñasco, San Bartolomé Yucuañe y Santa María Tataltepec; al este con San Mateo Sindihui y Santa María Tataltepec; al sur con San Pedro Tijaltepec, y al oeste con Santa María Yosuyúa y San Pablo Tijaltepec.

### Fisiografía
San Juan Teita pertenece por completo a la subprovincia de la Mixteca alta, dentro de la provincia de la Sierra Madre del Sur. Su territorio está conformado por el sistema de topoformas de la Sierra alta compleja.

### Hidrografía
El municipio es parte de la subcuenca del río Sordo, dentro de la cuenca del río Atoyac, la cual pertenece a la región hidrológica de Costa Chica-Río Verde.

## Clima
El clima del municipio es semicálido subhúmedo con lluvias en verano en el 90% de su territorio, templado subhúmedo con lluvias en verano en el 7% y cálido subhúmedo con lluvias en verano en el 3% restante. El rango de temperatura es de 16 a 24 grados Celsius y el rango de precipitación es de 800 a 1200 mm.

## Demografía
De acuerdo al último censo, realizado por el INEGI en 2020, habitan en el municipio 607 personas, repartidas entre 4 localidades. Del total de habitantes del municipio, 298 dominan alguna lengua indígena.

### Grado de marginación
De acuerdo a los estudios realizados por el Consejo Nacional de Evaluación del Desarrollo de la Política de Desarrollo Social (CONEVAL), en 2020 el 48% de la población del municipio vive en pobreza extrema.
El grado de marginación de San Juan Teita es clasificado como Muy alto.
En 2014 el municipio fue incluido en la Cruzada nacional contra el hambre.

## Política
El municipio se rige mediante el sistema de usos y costumbres, eligiendo gobernantes cada año a través de un método establecido por las tradiciones de sus antepasados.